# وعلان أذيني
وعلان أذيني (الاسم العلمي:Commelina auriculata) هو نوع من النباتات يتبع جنس الوعلان من الفصيلة الوعلانية.